# 聖戦士アマテラス
『聖戦士アマテラス』(海外名『Soldier Girl Amazon』)とは、1986年に日本物産（ニチブツ）から発売されたアーケードゲーム。キャッチコピーは「緊急指令!脱獄者を全員逮捕せよ!君は脱獄者を何人逮捕できるか!」。

## 概要
縦スクロールのシューティングゲーム。初期状態で被弾もしくは敵と衝突するとミスになる（バイク等でパワーアップしている状態だと初期状態に戻る）。

### ストーリー
西暦13000年、宇宙のある星から集団で脱獄囚が逃走した。銀河パトロール隊は勇猛な女戦士アマテラスに追跡を命じた。しかし、脱獄囚の逃げ込んだ星は、奇怪獣や狂ったサイボーグが支配する、かつて人類が住んでいた変わり果てた地球だった。行け!!聖戦士アマテラス。孤独な戦いは始まった。

### 操作体系
8方向レバー+2ボタン（ショット、ボム）。レバーで自機の方向転換および移動、ショットボタンで自機が向いている方向にショットを放ち、ボムボタンは一時的に敵の動きを止める効果がある。

## 移植版
| No. | タイトル         | 発売日        | 対応機種        | 開発元   | 発売元     | メディア                              | 備考                                                  |
| --- | ---------------- | ------------- | --------------- | -------- | ---------- | ------------------------------------- | ----------------------------------------------------- |
| 1   | 聖戦士アマテラス | 2016年3月11日 | PlayStation 4   | 日本物産 | ハムスター | ダウンロード (アーケードアーカイブス) | アップデートにより海外版（SOLDIER GIRL AMAZON）も追加 |
| 2   | 聖戦士アマテラス | 2022年6月23日 | Nintendo Switch | 日本物産 | ハムスター | ダウンロード (アーケードアーカイブス) | 海外版（SOLDIER GIRL AMAZON）も収録                   |